# Solva crepuscula
Solva crepuscula är en tvåvingeart som beskrevs av Hull 1944. Solva crepuscula ingår i släktet Solva och familjen lövträdsflugor. Inga underarter finns listade i Catalogue of Life.